# La preda perfetta - A Walk Among the Tombstones
La preda perfetta - A Walk Among the Tombstones (A Walk Among the Tombstones) è un film del 2014 diretto da Scott Frank. È basato sul romanzo Un'altra notte a Brooklyn (A Walk Among the Tombstones), del 1992 di Lawrence Block.

## Trama
Nel 1991, il detective Matthew "Matt" Scudder, discute in macchina con il suo compagno della sua dipendenza dall'alcol. Scudder poi entra nel suo bar abituale dove gli vengono serviti due shot con un caffè. Entrano due uomini armati e uccidono il barista. Scudder spara mortalmente a uno, insegue ed uccide il secondo assalitore e l'autista in fuga.
Otto anni dopo, un tossicodipendente di nome Peter Kristo si avvicina a Scudder, chiedendogli di aiutare suo fratello Kenny. Kenny dice a Scudder che dopo aver consegnato il riscatto per la moglie rapita come da istruzioni, i rapitori lo hanno indirizzato verso un'auto contenente il suo corpo smembrato. Scudder alla fine, dopo molte perplessità, accetta di trovarli.
Scudder fa ricerche su omicidi simili in una biblioteca pubblica. Legge delle vittime Marie Gotteskind e Leila Anderssen. Incontra TJ, un giovane senzatetto di strada che lo aiuta con la ricerca.
Basandosi su un articolo, Scudder si reca in un cimitero e parla con un giardiniere, Jonas Loogan, che si mostra sconvolto allorché Scudder gli ricorda di quando trovò alcuni sacchetti della spazzatura con parti del corpo di Leila smembrata nello stagno del cimitero.
Scudder parla con il fidanzato di Leila, Reuben, che ha visto due uomini trascinarla in un furgone guidato da un terzo. Fuori dalla finestra, Scudder vede Loogan uscire da un condominio. In un capannone sul tetto, Scudder trova le foto di Reuben e Leila che fanno sesso. Loogan arriva e ammette di aver aiutato a rapire Leila. Aveva cospirato per portare via Leila da Reuben, che è uno spacciatore di droga, e aiutarla a smettere di usare droghe. Invece, gli altri due l'hanno torturata e uccisa. Dice a Scudder un nome, "Ray", poi si suicida saltando giù dal tetto.
I due rapitori, Ray e Albert, sorvegliano la casa di Yuri Landau, un altro narcotrafficante. Dopo aver realizzato che la moglie di Landau è inferma e costretta a letto, si preparano a partire per un nuovo obiettivo. Tuttavia, vedono sua figlia di 14 anni, Lucia, e Ray decide di rapirla.
Scudder alla fine scopre che la vittima Marie Gotteskind era un agente della DEA e capisce che chiunque l'abbia uccisa ha anche i suoi file, di cui si è servito per scegliere le vittime. Nel frattempo, Scudder si avvicina a TJ, incoraggiando il ragazzo a studiare ed evitare una vita criminale. Durante una conversazione con TJ, Scudder spiega perché si è ritirato. Durante la sparatoria nel 1991, uno dei suoi proiettili vaganti "ha fatto un brutto salto" e ha ucciso una bambina di 7 anni. Per questo ha lasciato il lavoro e da allora è sobrio.
Kenny porta Scudder a casa di Yuri Landau, dove i rapitori chiamano e organizzano uno scambio con riscatto per Lucia in un cimitero. Scudder, Kenny, Landau, Peter e TJ vanno al cimitero. Dopo un momento di stallo, Lucia, con un dito tagliato fino all'osso, viene restituita al padre. Quando Albert scopre che il denaro del riscatto è contraffatto, scoppia una sparatoria. Peter viene ucciso e Scudder ferisce Ray. Albert e Ray scappano nel loro furgone, con TJ nascosto dietro.
Dopo che Albert e Ray sono arrivati a casa loro, TJ esce di nascosto dal furgone. Dice a Scudder il loro indirizzo. Albert uccide Ray ferito nel seminterrato e torna di sopra dove trova Scudder, Kenny e TJ. Scudder vince e ammanetta Albert. Scudder e TJ lasciano Kenny da solo con Albert. Kenny fa perdere i sensi ad Albert con una bottiglia. Va nel seminterrato dove trova il corpo di Ray e gli strumenti usati per smembrare i corpi. Mentre Kenny è al piano di sotto, Albert si sveglia e si libera. Scudder, dopo aver messo TJ in un taxi per il suo appartamento, torna all'interno della casa e vede il cadavere insanguinato di Kenny. Albert lo attacca e, dopo un duro combattimento, Scudder lo uccide.
Scudder torna a casa e trova TJ che dorme sul divano e nota un disegno che TJ ha fatto di se stesso come un supereroe, con una falce sul costume che rappresenta la sua anemia falciforme.

## Produzione
Il personaggio di Matt Scudder ha un precedente cinematografico. Lo si è già incontrato nel film 8 milioni di modi per morire (8 Million Ways to Die) del 1986, scritto da Oliver Stone e diretto da Hal Ashby, con Jeff Bridges, Rosanna Arquette e Andy García, tratto dall'omonimo romanzo Eight Million Ways to Die di Lawrence Block.

### Location
Le riprese del film hanno avuto luogo a New York: a Manhattan presso la New York Public Library sulla Fifth Avenue e con il Washington Heights; nel Queens con Malba e il College Point; a Brooklyn presso il Clinton Hill, Sunset Park e al Cimitero di Green-Wood, il cimitero monumentale; la scena dell'uccisione dell'autista è invece girata nel Bronx sulla Shakespeare Steps, resa iconica nel 2019 dal film Joker.
  
Essendo il film ambientato nel 1999, in alcune riprese dello skyline della città sono state inserite virtualmente le Twin Towers.

## Distribuzione
Il film è stato distribuito nelle sale cinematografiche il:
- 19 settembre 2014 negli Stati Uniti (A Walk Among the Tombstones)
- 18 settembre 2014 in Italia (La preda perfetta)